# Scheidsrechter

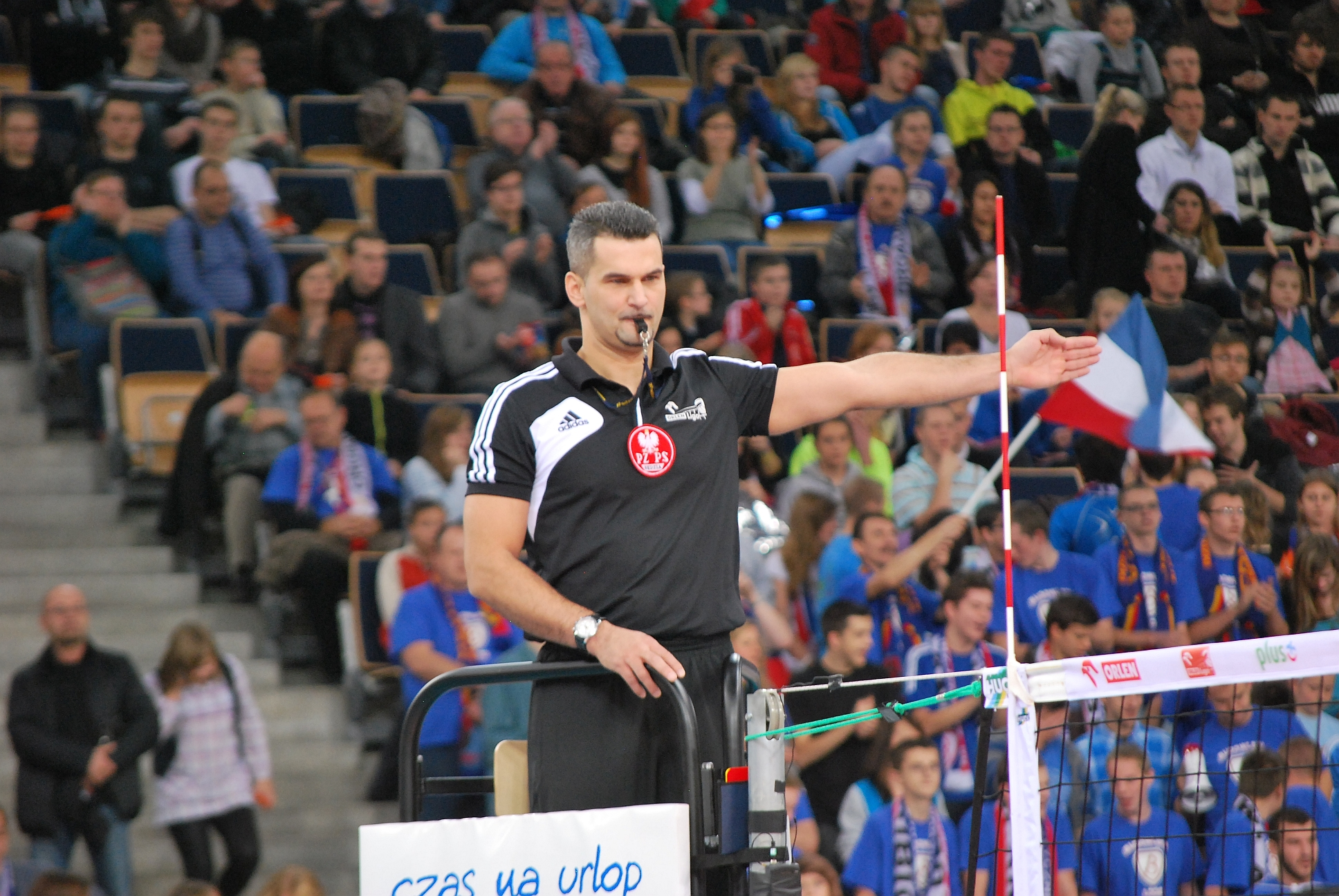
Een volleybalscheidsrechter

De scheidsrechter (ook wel – al dan niet afhankelijk van de sport – arbiter, wedstrijdleider of umpire, vaak afgekort tot scheids) is in de sport de hoogst aangewezene die tijdens een wedstrijd toeziet op het toepassen van de spelregels.
Het aanwijzen geschiedt door het organiserend lichaam. Om deze reden dienen er ook regels te bestaan die de scheidsrechter onafhankelijk maken van de organisatie, wanneer hun taken strijdig zijn.
Gewoonlijk kan een scheidsrechter assistenten hebben zoals grensrechters en vierde officials in de voetbalsport. Bij tennis onderscheidt men de stoelscheidsrechter (chair umpire) van de (daaraan ondergeschikte) lijnrechters (line umpires). Ook is het mogelijk meerdere gelijkwaardige scheidsrechters te hebben, bijvoorbeeld bij hockey, waar elk van de twee scheidsrechters het halve veld bestrijkt.
In cricket zijn er twee umpires op het veld, maar in hoge-prestatietoernooien en wedstrijden is er ook een derde umpire en een match referee aanwezig.
Over het algemeen geldt het direct bekritiseren van de scheidsrechter door de spelers, coaches of het publiek als onsportief. Hoofdregel is: "De scheidsrechter heeft altijd gelijk". Ook appelleren (de hand opsteken om de scheidsrechter op een overtreding attent te maken) wordt als onsportief gezien. Sinds de opkomst van de videoscheidsrechter kan een (betwiste) beslissing – na overleg, al dan niet op verzoek van de scheidsrechter zelf – worden uitgesteld of worden herroepen door de (hoofd)scheidsrechter.